# Code Louis

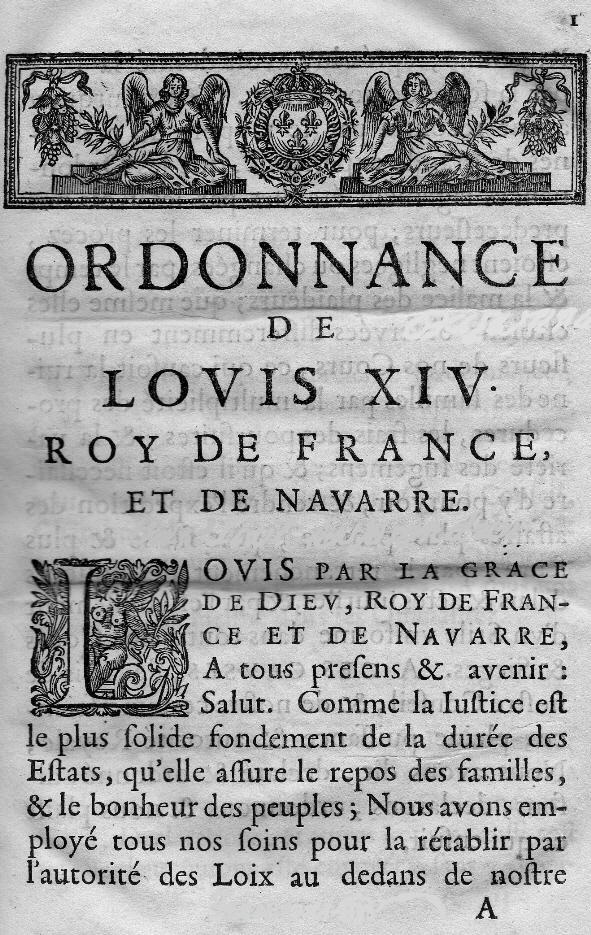
První strana zákoníku z roce 1667

Code Louis (tj. Ludvíkův zákoník) byl francouzský zákoník, jehož sestavení nařídil v roce 1661 král Ludvík XIV. Zákoník vypracoval z pověření krále ministr Jean-Baptiste Colbert. Cílem zákoníku bylo vnést pořádek do zákonů a jurisdikce království s přihlédnutím k jihofrancouzskému římskému právu a severofrancouzskému zvykovému právu.
Code Louis se skládal ze dvou částí:
- ordonnance sur la réformation de la justice civile (nařízení o reformě civilního práva) z roku 1667 zahrnovalo občanské právo a skládalo se z 35 článků, které vytyčovaly hierarchii různých tribunálů, upravovaly správní řád magistrátů a reformovaly soudnictví,
- ordonnance sur la réformation de la justice criminelle (nařízení o reformě trestního práva) z roku 1670 se týkalo trestního práva.

Zákoník pojmenovaný na počest krále napomohl k boji proti svévoli ve francouzské správě a soudnictví a posloužil jako základ pozdějšího Napoleonova Code civil.